# Walking Wounded
Albums de Everything but the Girl
Amplified Heart
(1994) Temperamental
(1999)
Walking Wounded est un album d'Everything but the Girl, sorti en 1996.

## L'album
L'album atteint la 4e place des charts britanniques et la 37e du Billboard 200. Il fait partie des 1001 albums qu'il faut avoir écoutés dans sa vie. 

### Titres
Tous les titres sont de Ben Watt et Tracey Thorn, sauf mentions. 
1. Before Today (4:18)
2. Wrong (4:36)
3. Single (4:38)
4. The Heart Remains a Child (3:50)
5. Walking Wounded (Ben Watt, Ashley Wales, John Coxon) (6:05)
6. Flipside (4:33)
7. Big Deal (4:29)
8. Mirrorball (3:27)
9. Good Cop Bad Cop (4:54)
10. Wrong (Remixe par Todd Terry) (4:45)
11. Walking Wounded (mixe par Omni Trio) (6:43)

### Musiciens
- Tracey Thorn : voix
- Ben Watt : guitares, synthétiseurs, voix